# Qatar Emiri Air Force
Die Katarische Luftwaffe (engl.: Qatar Emiri Air Force, abgekürzt QEAF) ist die Luftstreitmacht der Streitkräfte des Emirat Katar.

## Geschichte
Die katarischen Luftstreitkräfte wurden 1974 drei Jahre nach der Unabhängigkeit von Großbritannien gegründet.
Die Ausrüstung war in der Anfangszeit hauptsächlich britischer Herkunft, wie beispielsweise die Hawker Hunter. Nach der Beschaffung der Mirage F1 im Jahr 1980 begann ein umschwenken auf den Rüstungslieferanten Frankreich, wobei neben der Luftfahrzeugflotte auch die gesamte Infrastruktur der Militärflugplätze erneuert wurde.
Noch heute werden größtenteils britische Piloten und französisches Bodenpersonal eingesetzt. Um diese zukünftig zu ergänzen, oder gar ganz zu ersetzen, werden zunehmend junge Katarer als Piloten und Flugzeugmechaniker ausgebildet.
Die QEAF besteht aus zwei Geschwadern, eines mit Kampfflugzeugen und eines mit Unterstützungsflugzeugen und Hubschraubern.

### Nachfolger für die Mirage 2000
Seit Anfang 2011 lief eine Evaluierung, um die veralteten Mirage 2000-5 zu ersetzen. Dabei wurden Eurofighter, F-35 Lightning II, F/A-18E/F Super Hornet, F-15E und die Dassault Rafale als mögliche Kandidaten gehandelt. Am 30. April 2015 wurde bekannt, dass die Rafale als Nachfolger beschafft werden soll. Am 4. Mai 2015 wurde der Vertrag über die Lieferung von 24 Maschinen für 6,3 Mrd. Euro unterzeichnet. Der Vertrag umfasst auch zugehörige Waffen und das Training für 36 Piloten sowie eine Option für zwölf weitere Maschinen, welche Ende 2017 gezogen wurde. Die Auslieferungen sind von 2019 bis 2022 geplant, wobei die erste Staffel zuvor im französischen Mont-de-Marsan aufgestellt werden soll.
Des Weiteren bestellte Katar Mitte 2017 bei Boeing 36 Kampfflugzeuge des Typs F-15QA für 12 Mrd. Dollar. und im Dezember 2017 bei BAE Systems (Eurofighter Jagdflugzeug GmbH) 24 Eurofighter Typhoon für rund 5 Mrd. Pfund, inklusive einem Unterstützungs- und Ausbildungspaket. Die Vereinbarung mit BAE Systems beinhaltet auch die Lieferung von Raketen der Typen Brimstone und Meteor und der Präzisionsbomben des Typs Paveway IV. Zudem soll es eine regelmäßigere Zusammenarbeit zwischen der Royal Air Force und der katarischen Luftwaffe geben, welche auch die Ausbildung von Piloten und Bodenpersonal im Vereinigten Königreich vorsieht.

## Luftwaffenstützpunkte

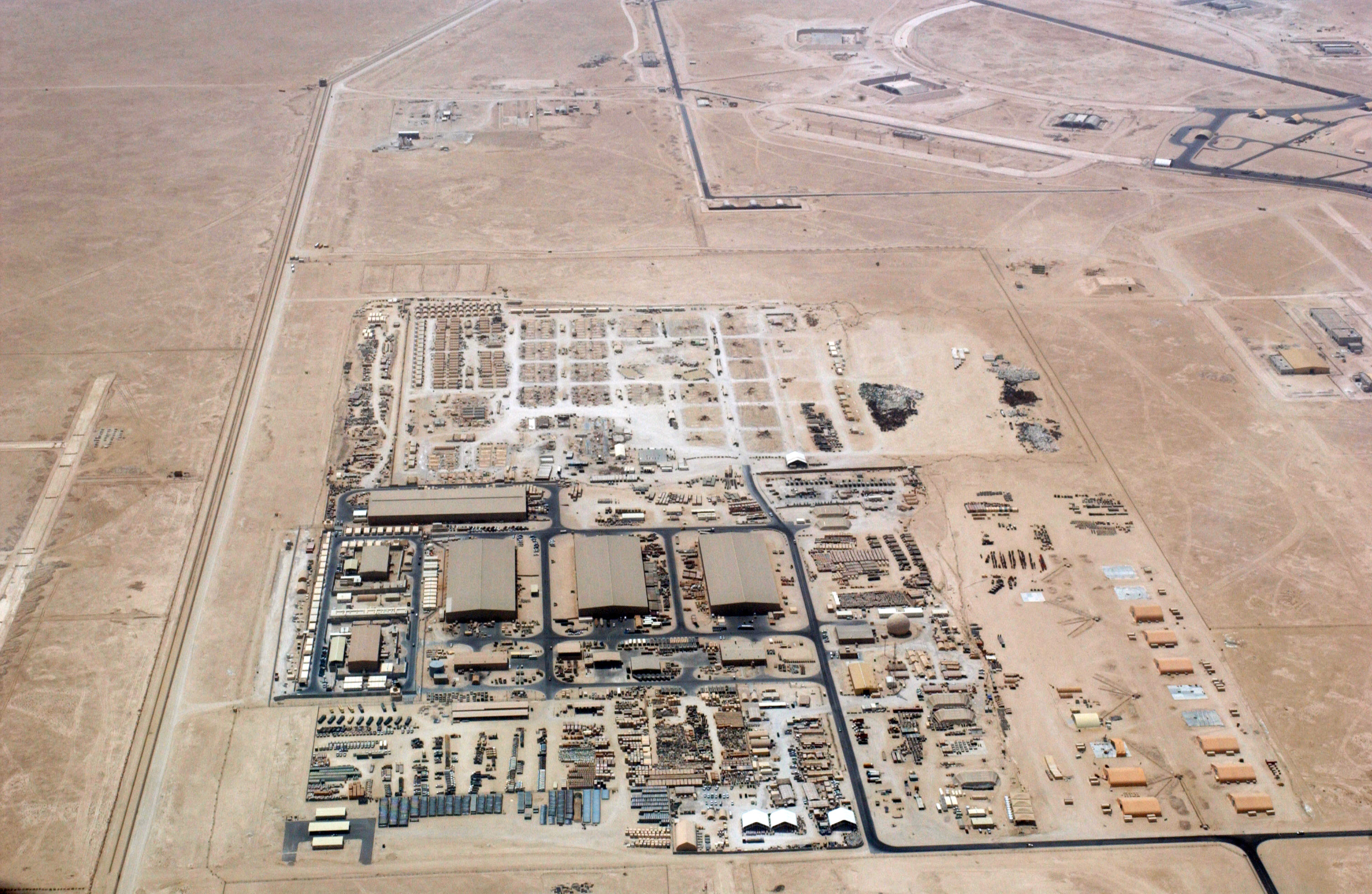
Luftaufnahme der Al Udeid Air Base

- Al Udeid Air Base
- Flughafen Doha
- Tamim Air Base
- RAF Leeming

## Aktuelle Ausrüstung

### Flugzeuge

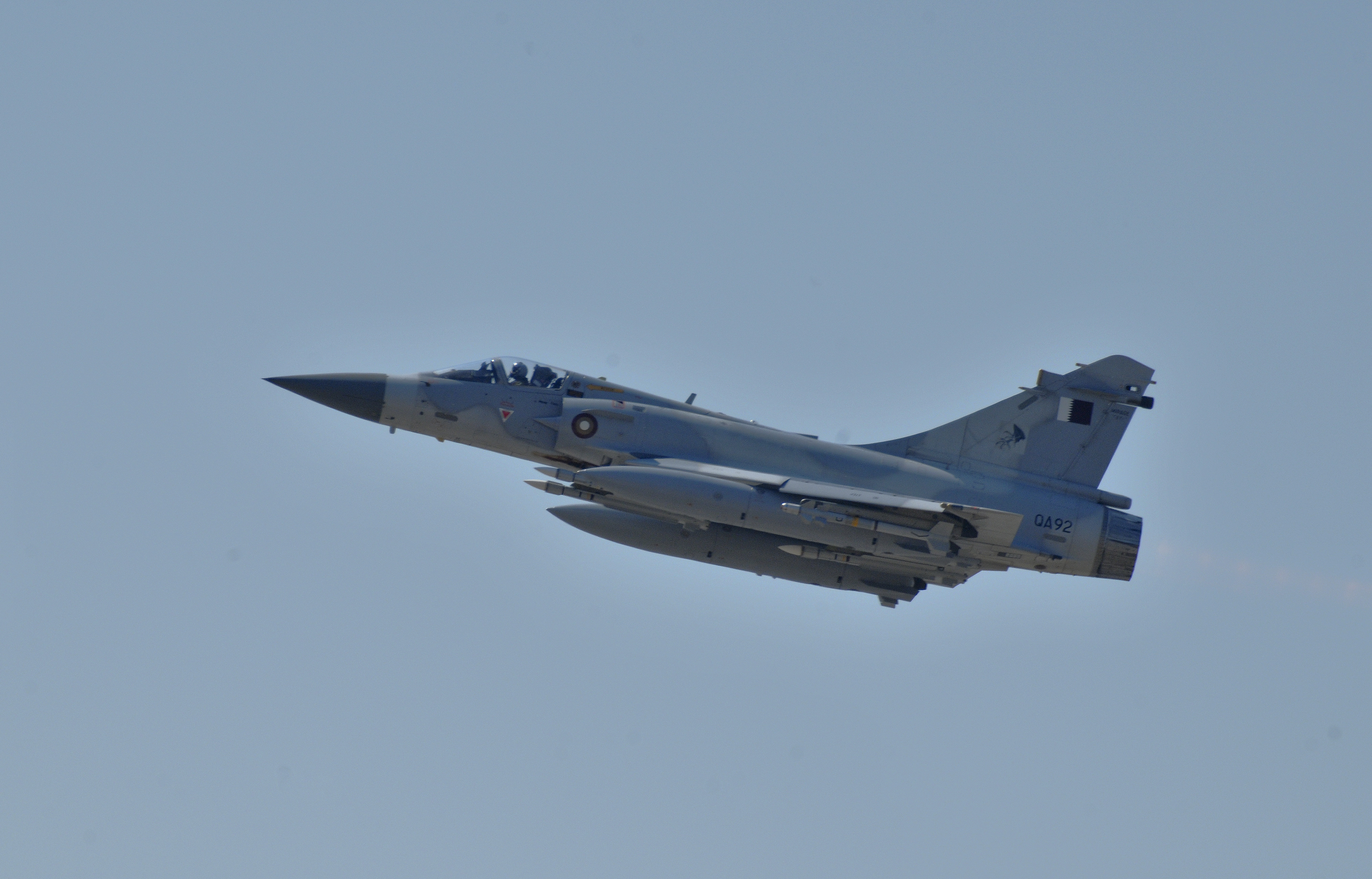
Eine Mirage während des internationalen Militäreinsatzes in Libyen 2011

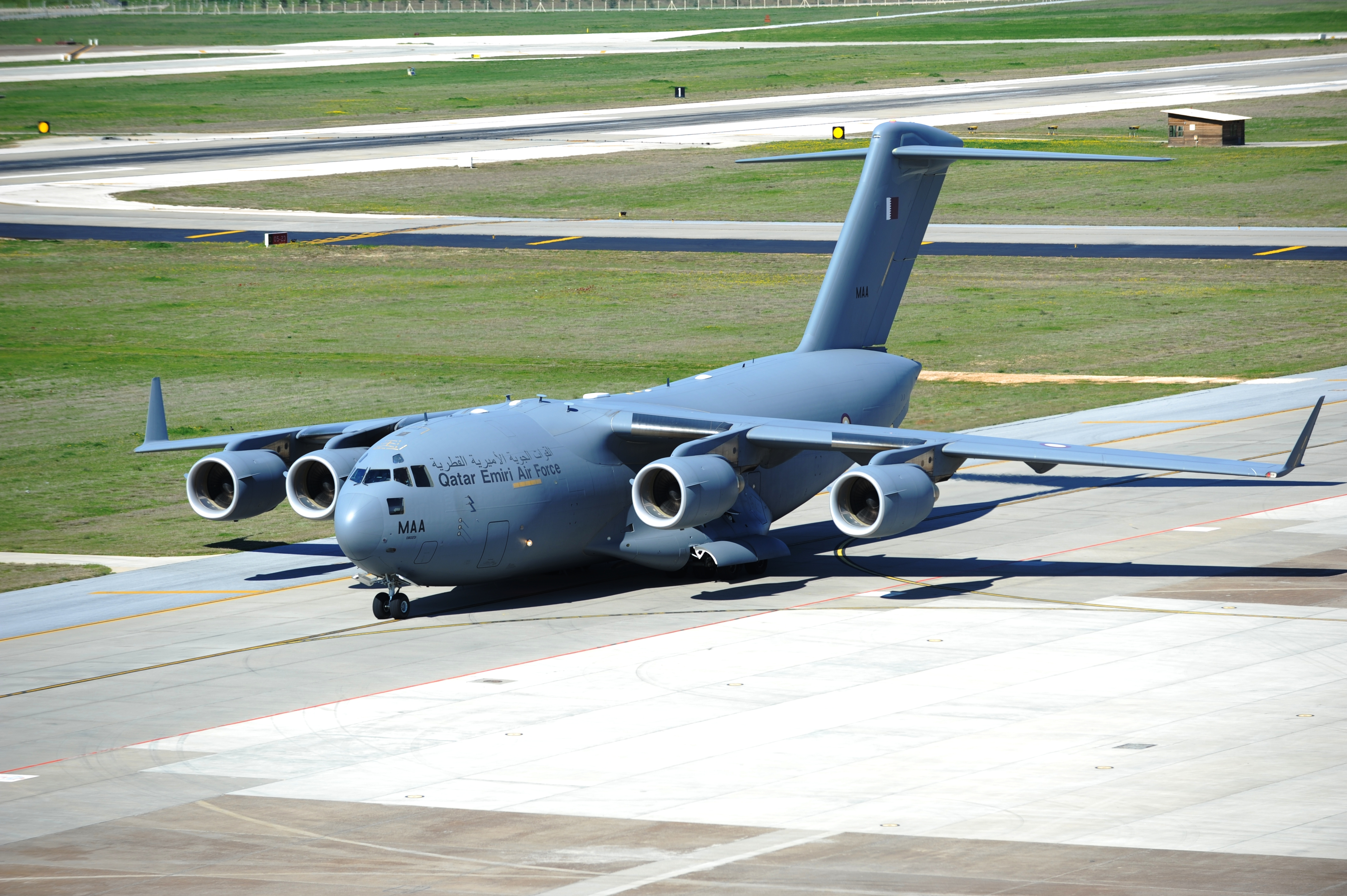
Globemaster III in der Türkei

Stand: 2021
| Luftfahrzeuge               | Herkunft               | Verwendung                       | Version                | Aktiv          | Bestellt       | Anmerkungen                                      |
| Kampfflugzeuge              | Kampfflugzeuge         | Kampfflugzeuge                   | Kampfflugzeuge         | Kampfflugzeuge | Kampfflugzeuge | Kampfflugzeuge                                   |
| --------------------------- | ---------------------- | -------------------------------- | ---------------------- | -------------- | -------------- | ------------------------------------------------ |
| Alpha Jet                   | Frankreich Deutschland | Jagdbomber                       |                        | 6              |                |                                                  |
| Boeing F-15 Eagle           | Vereinigte Staaten     | Mehrzweckkampfflugzeug           | F-15QA Strike Eagle    | 4              | 32             | 36 weitere geplant                               |
| Dassault Rafale             | Frankreich             | Mehrzweckkampfflugzeug           | DQ EQ                  | 27             | 9              | 36 weitere geplant                               |
| Eurofighter Typhoon         | Europäische Union      | Mehrzweckkampfflugzeug           |                        | 1              | 23             | Der erste Jet wurde im August 2022 ausgeliefert. |
| Dassault Mirage 2000        | Frankreich             | Mehrzweckkampfflugzeug           | Mirage 2000-5EDA       | 9              |                | Im Jahr 2023 nach Indonesien verkauft.           |
| Transportflugzeuge          |                        |                                  |                        |                |                |                                                  |
| Boeing C-17 Globemaster III | Vereinigte Staaten     | Strategisches Transportflugzeug  |                        | 8              |                |                                                  |
| Lockheed C-130 Hercules     | Vereinigte Staaten     | Taktischer Kampfzonentransporter | C-130J                 | 4              |                |                                                  |
| Geschäftsreiseflugzeuge     |                        |                                  |                        |                |                |                                                  |
| Airbus A340                 | Europäische Union      | Geschäftsreiseflugzeug           |                        | 1              |                | [ 9 ]                                            |
| Boeing 707                  | Vereinigte Staaten     | Geschäftsreiseflugzeug           |                        | 2              |                | [ 9 ]                                            |
| Boeing 727                  | Vereinigte Staaten     | Geschäftsreiseflugzeug           |                        | 1              |                | [ 9 ]                                            |
| Falcon 900                  | Frankreich             | Geschäftsreiseflugzeug           |                        | 2              |                | [ 9 ]                                            |
| Schulflugzeuge              |                        |                                  |                        |                |                |                                                  |
| Dassault Mirage 2000        | Frankreich             | doppelsitziges Kampfflugzeug     | Mirage 2000-5DDA       | 3              |                |                                                  |
| BAE Systems Hawk            | Vereinigtes Königreich | Strahltrainer                    | Hawk Mk.167            | 2              | 7              | Auslieferung seit 2021                           |
| Pilatus PC-21               | Schweiz                | Trainingsflugzeug                |                        | 24             |                |                                                  |
| Pilatus PC-24               | Schweiz                | Trainingsflugzeug                |                        |                | 2              |                                                  |
| Saab Safari                 | Pakistan               | Trainingsflugzeug                | MFI-395 Super Mushshak | 8              |                |                                                  |
| Unbemannte Luftfahrzeuge    |                        |                                  |                        |                |                |                                                  |
| Bayraktar TB2               | Türkei                 | Kampfdrohne                      |                        | 6              |                | [ 9 ]                                            |

### Hubschrauber

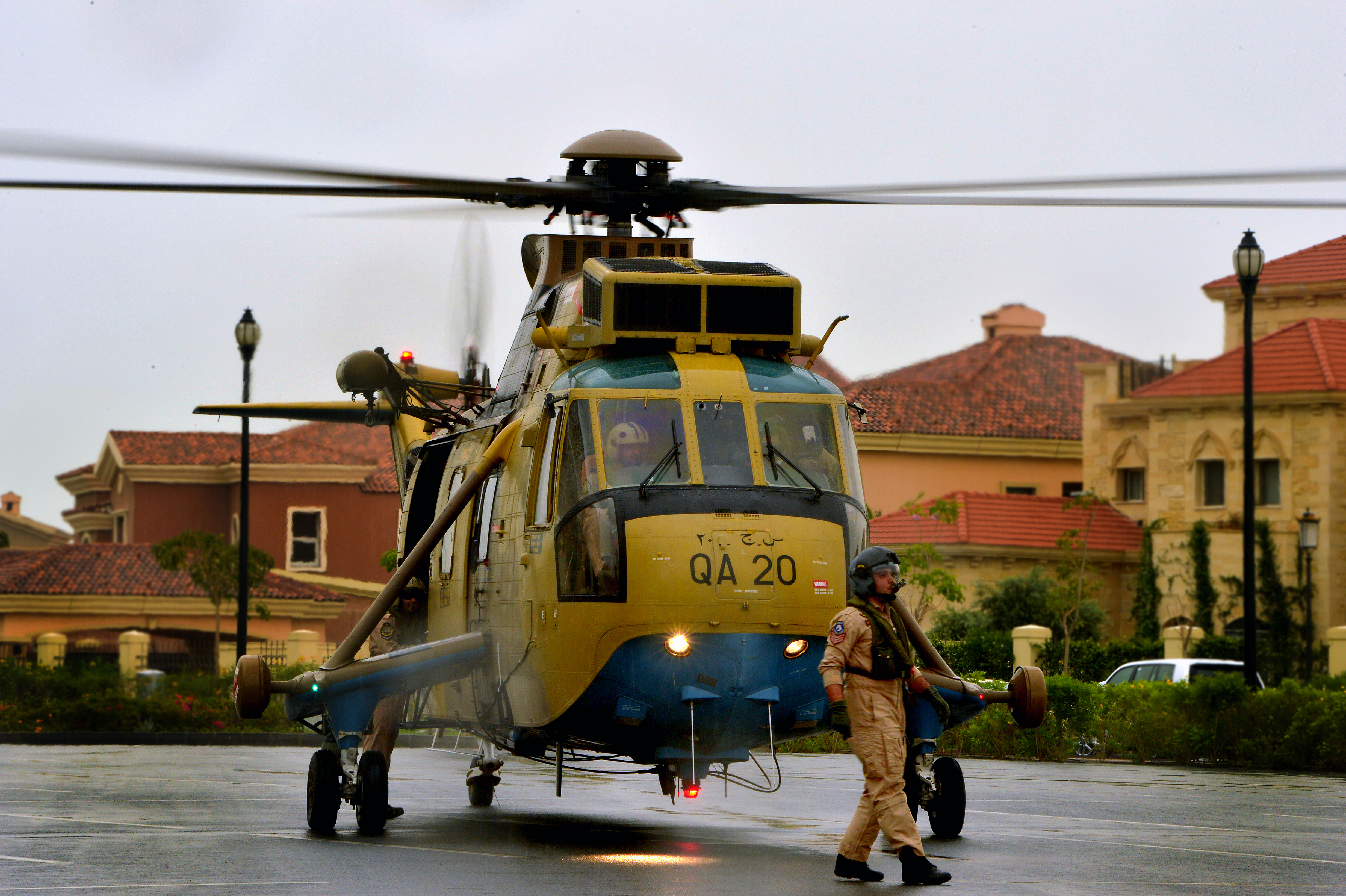
Westland Sea King im Dienst der Luftstreitkräfte von Katar

Stand: 2021
| Luftfahrzeuge               | Herkunft               | Verwendung                                                   | Version | Aktiv | Bestellt | Anmerkungen |
| --------------------------- | ---------------------- | ------------------------------------------------------------ | ------- | ----- | -------- | --- |
| Boeing AH-64 Apache         | Vereinigte Staaten     | Kampfhubschrauber                                            | AH-64E  | 24    |          | 24 weitere geplant |
| Aérospatiale SA 342 Gazelle | Frankreich             | Mehrzweckhubschrauber                                        |         | 13    |          | |
| AgustaWestland AW139        | Italien                | Mittlerer Mehrzweckhubschrauber                              |         | 18    |          | |
| AgustaWestland AW169        | Italien                | Schulungshubschrauber                                        |         | 4     |          | |
| NHIndustries NH90           | Europäische Union      | Mehrzweckhubschrauber                                        | TTH NFH | 2 2   | 14 10    | Option auf weitere 12 Maschinen (6 TTH und 6 NFH). Der erste Hubschrauber der Version TTH wurde im Dezember 2021 geliefert, die beiden Hubschrauber der NFH Version im April 2022. |
| Westland Sea King           | Vereinigtes Königreich | Transporthubschrauber Mehrzweckhubschrauber SAR-Hubschrauber |         | 11    |          | |

### Waffensysteme
Flugabwehr:
- MIM-104 Patriot PAC-2 GEM-T / PAC-3 ()
- FIM-92 Stinger ()
- HongYing-6 ()
- Mistral ()

Luft-Luft-Raketen:
- R.550 Magic II ()
- MICA RF ()

Luft-Boden-Raketen:
- Apache ()
- AGM-114 R Hellfire ()
- AGR-20A APKWS ()
- HOT (/ )

Seezielflugkörper:
- Exocet ()